# 10-й армейский корпус СС
10-й армейский корпус СС (нем. X. SS-Armeekorps) — оперативно-тактическое объединение войск СС нацистской Германии периода Второй мировой войны. Создан в конце января 1945 года в Померании на основе штаба 14-го армейского корпуса СС.

## Боевой путь корпуса
Штаб корпуса был создан 25 января 1945 г. на основе штаба 14-го армейского корпуса СС. Из корпусных частей была создана лишь одна рота связи с номером 110. Кроме неё в состав корпуса были введены остатки четырех армейских дивизий — 5-й и 8-й егерских, 163-й и 314-й пехотных. 
В марте 1945 г. эти дивизии были уничтожены в боях в Померании.

## Состав корпуса
Февраль 1945:
- 1-й полк «Гнайзенау»
- батарея штурмовых орудий «Рейхсфюрер СС»
- 503-й противотанковый дивизион СС
- группа «Фойгт»
- штаб 402-й пехотной дивизии
- группа «Леман»
- гарнизон г. Шнайдемюль

Март 1945:
- 5-я егерская дивизия
- 8-я егерская дивизия
- 163-я пехотная дивизия
- 314-я пехотная дивизия

## Командующие корпусом
- обергруппенфюрер СС и генерал войск СС и полиции Эрих фон дем Бах (26 января — 10 февраля 1945)
- генерал-лейтенант Гюнтер Краппе (10 февраля — 7 марта 1945)
- штандартенфюрер СС Герберт Гольц (7 — 14 марта 1945)